# Гаркавый, Прокофий Фомич
Прокофий Фомич Гарка́вый (1908—1984) — украинский советский селекционер, академик ВАСХНИЛ. Герой Социалистического Труда (1971). Член ВКП(б) с 1943 года.

## Биография
Родился 25 июня (8 июля) 1908 года в селе Пилява (ныне Каневский район, Черкасская область, Украина). Окончил Масловский институт селекции и семеноводства (с. Масловка, Киевская область) в 1928 году. Кандидат сельскохозяйственных наук (1937), академик ВАСХНИЛ (1972, член-корреспондент с 1964).
Работал техником, инспектором Киевской краевой контрольно-семенной станции (1928—1930). Аспирант Киевского филиала Украинского института аспирантуры (1930—1931), аспирант Украинского института селекции (1931—1932). Старший научный сотрудник отдела генетики Украинского института селекции (1932—1934). Старший научный сотрудник отдела селекции зерновых культур (1934—1947), заведующий отделом селекции ячменя (1947—1984) Всесоюзного селекционно-генетического института.
Умер 1 апреля 1984 года.

## Научная деятельность
Видный ученый-селекционер. Автор 17 сортов ярового и 10 — озимого ячменя. Первым обосновал вывод о необходимости широкого использования в селекции ячменя метода гибридизации, в результате которого был создан первый в отечественной селекции гибридный сорт Одесский 14, районированный с 1946 года.
Опубликовано более 150 научных трудов, в том числе 12 книг и брошюр. Ряд трудов опубликован за рубежом.

### Сочинения
- Краткое руководство по апробации сортов зерновых культур и подсолнечника, высеваемых в Одесской области / Соавт.: Ф. Г. Кириченко и др. — Одесса: Обл. кн.-газ. изд-во, 1946. — 35 с.
- Озимый ячмень Одесский 17 / Всесоюз. селекц.-генет. ин-т. — Одесса: Обл. кн. изд-во, 1958. — 28 с.
- Селекция ярового и озимого ячменя // Селекция самоопыляющихся культур. М., 1969. С. 88-109.
- Методические указания по ускоренным методам создания высоколизиновых сортов ячменя / Соавт. В. Д. Наволоцкий; Всесоюз. селекц.-генет. ин-т. — Одесса, 1976. — 43 с.
- Устойчивость ячменя к возбудителям инфекционных заболеваний в связи с задачами селекции / Соавт.: Е. К. Кирдогло, О. П. Гаркавый // Микология и фитопатология. 1985. Т. 19, вып. 6. С. 502—507.

## Награды и премии
- заслуженный деятель науки УССР (1968)
- Герой Социалистического Труда (1971)
- Ленинская премия (1963) — за выведение высокоурожайных сортов озимой и яровой пшеницы, озимого и ярового ячменя
- Сталинская премия второй степени (1949) — за размножение и внедрение в производство высокоурожайного засухоустойчивого сорта озимой пшеницы «Одесский № 3» и ярового ячменя «Одесский № 9» и «Одесский № 14»
- Государственная премия СССР (1977) — за выведение и внедрение в производство ярового ячменя «Донецкий-4», «Нутанс-244», «Одеcский-36», «Московский-121»
- три ордена Ленина(1962, 1971, 1978[1]),
- орден Октябрьской Революции (1973)
- три ордена Трудового Красного Знамени (1949, 1954, 1966)
- орден «Знак Почёта» (1958)